# Marius Ivaškevičius

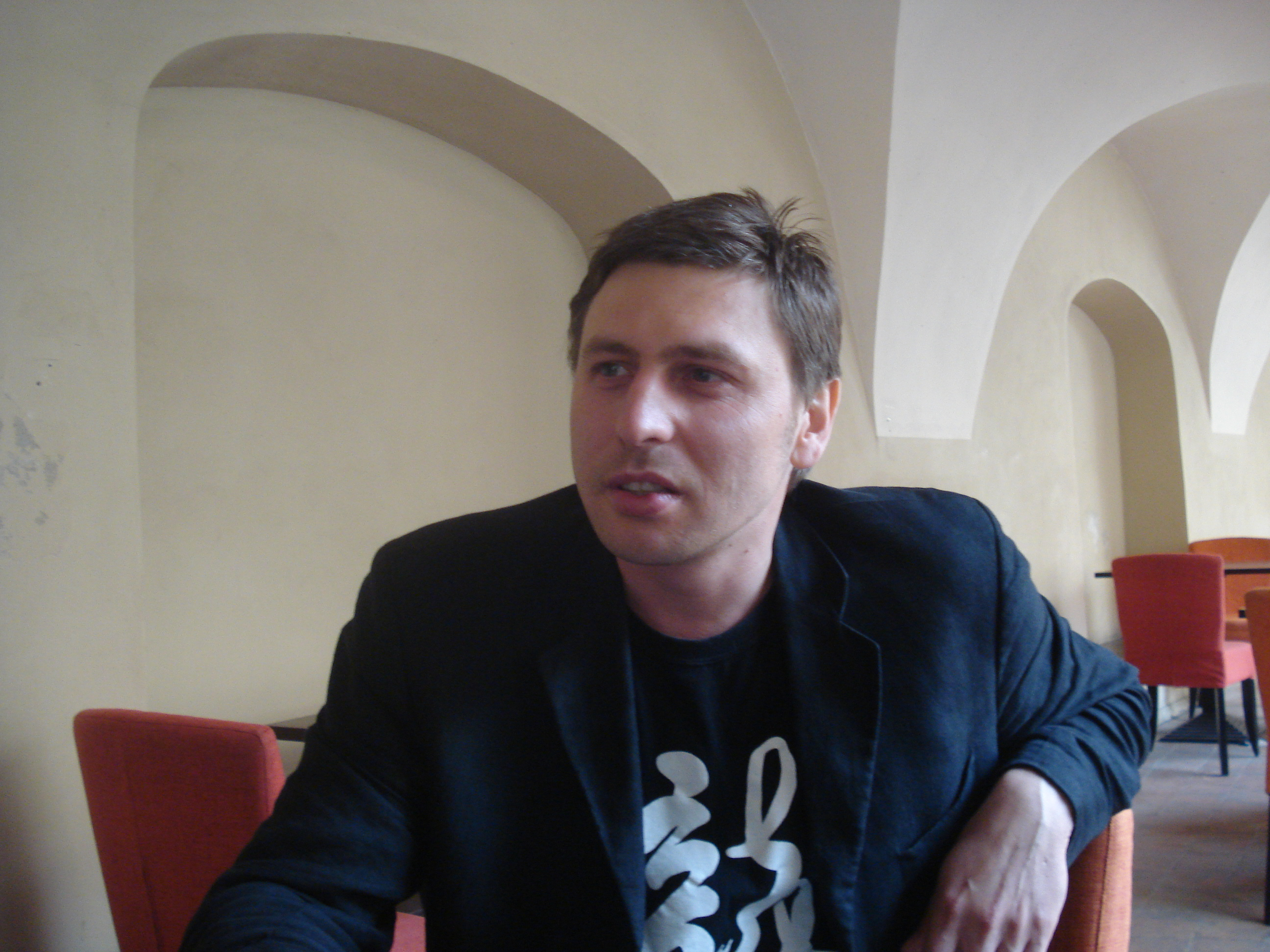
Marius Ivaškevičius

Marius Ivaškevičius (ur. 26 marca 1973 w Malatach), litewski prozaik i dramatopisarz.
Studiował lituanistykę na Uniwersytecie Wileńskim, pracował w dzienniku Respublika. Debiutował w 1996 zbiorem opowiadań Kam vaikų, dwa lata później wydał powieść Istorija nuo debesies, która w Polsce ukazała się pod tytułem Historia z chmury. Narratorem książki jest młody pisarz, który grupie ludzi proponuje wykupienia miejsca w tworzonej powieści, następnie swych bohaterów osadza w historycznych, potraktowanych jednak umownie, realiach (głównie w XVIII wieku). W Historii z chmury znajduje się spora liczba odniesień do litewskich mitów i legend.
W tym samym 1998 roku jego sztuka Kaimynas zwyciężyła w konkursie na najlepszy scenariusz roku. W następnych latach właśnie tworzenie na potrzeby teatru stanie się główną domeną Ivaškevičiusa, a jego sztuki są wystawiane nie tylko w ojczystym kraju i obecnie uchodzi on za jednego z najzdolniejszych dramaturgów na Litwie. W 2002 wydał drugą powieść Žali, jest także autorem lub współautorem kilku filmów dokumentalnych.
W 2006 został odznaczony Złotym Krzyżem Zasługi.